# Sphinx caligineus
Sphinx caligineus är en fjärilsart som beskrevs av Butler 1877. Sphinx caligineus ingår i släktet Sphinx och familjen svärmare. Inga underarter finns listade i Catalogue of Life.